# 1755

## Esdeveniments
Països Catalans
Resta del món
- 16 de juny - Sackville (Nova Brunswick, Canadà): els anglesos obtenen la seva primera victòria durant la Guerra Franco-Índia en la batalla de Fort Beauséjour.
- 1 de novembre - Lisboa (Portugal): un gran terratrèmol destrueix la ciutat gairebé del tot.

## Naixements
Països Catalans

Resta del món
- 17 de febrer,
- Salamanca: Manuel José Doyagüe Jiménez, compositor.
- Rhode Island: Catharine Littlefield Greene, inventora americana de la desmotadora (m. 1814).[1]
- 28 de febrer, Ratisbona: Maria Theresia Ahlefeldt, escriptora, pianista i compositora alemanya naturalitzada danesa, la primera compositora de Dinamarca (m. 1810).[2]
- 16 d'abril, París: Élisabeth Vigée Le Brun, pintora (m. 1842).[3]
- 5 de juliol, País de Gal·les: Sarah Siddons, actriu gal·lesa (m. 1831).[4]
- 6 de juliol, York (Anglaterra): John Flaxman (1755-1826) fou un escultor, dibuixant, dissenyador i el principal artista del neoclassicisme a Anglaterra (m. 1826).[5]
- 23 d'agost, Viena, Sacre Imperi Romanogermànic: Maria Antonieta d'Àustria, reina de França, muller de Lluís XVI (m. 1793).[6]
- 30 de juny, Fòs Amfós, Provença: Paul de Barras, revolucionari francès i principal líder polític del Directori francès (m. 1829).[7]
- 24 de setembre, Virginia (EUA): John Marshall (1755 - 1835) va ser el quart Cap Suprem de Justícia del Tribunal dels Estats Units (1801–1835).(m. 1835).[8]
- 8 de novembre, Rengershausen, actual Alemanya: Dorothea Viehmann, contista alemanya que forní molts contes als Grimm (m. 1816).[9]

- Cayetana de la Cerda y Vera, aristòcrata espanyola, lligada a la il·lustració.
- Possible any de naixement a Astarabad de Ali Kuli Khan Qadjar
- Ciutat de Westminster: Thomas Busby, musicògraf, organista i compositor

## Necrològiques
Països Catalans
- 22 de gener - Barcelona: Antoni Viladomat i Manalt, pintor barroc català del segle xviii.

Resta del món
- 10 de febrer - París (França): Montesquieu, filòsof francès (n. 1689).
- 5 de desembre: William Cavendish, tercer duc de Devonshire.